# فهرست دارایی‌های ابرشرکت نیوز
دارایی‌های ابرشرکت نیوز:

## تلویزیون
- Foxtel

## نشریات در استرالیا
- دیلی تلگراف
- بولتن ساحل طلایی
- منادی خورشید
- عکس‌های خبری
- نیوزپیکس
- متن خبر
- اخبار NT
- پیک پستی
- ساندی هرالد سان
- یکشنبه میل
- یکشنبه توسمانیا
- یکشنبه سرزمینی
- ساندی تایمز
- استرالیایی
- تبلیغ کننده
- پست پیک
- عطارد
- ساندی میل
- هفتگی تایمز

## نشریات در بریتانیا
- The Sun
- The Sunday Times
- The Times
- Times Literary Supplement

## نشریات در ایالات متحده آمریکا
- نیویورک پست

## شرکت‌های انتشاراتی
- harper Collins Publishers
  - Australia
  - Canada
- Childrens Books
  - United States
  - United kingdom

## مجلات
- Big League
- Inside Out
- donna hay
- ALPHA
- News American Marketing
- Smart Source
- The Weekly Standard
- Gem Star-tv Guid International Inc